# Prades (Tarn)
Prades is een gemeente in het Franse departement Tarn (regio Occitanie) en telt 126 inwoners (2004). De plaats maakt deel uit van het arrondissement Castres.

## Geografie
De oppervlakte van Prades bedraagt 5,3 km², de bevolkingsdichtheid is 23,8 inwoners per km².

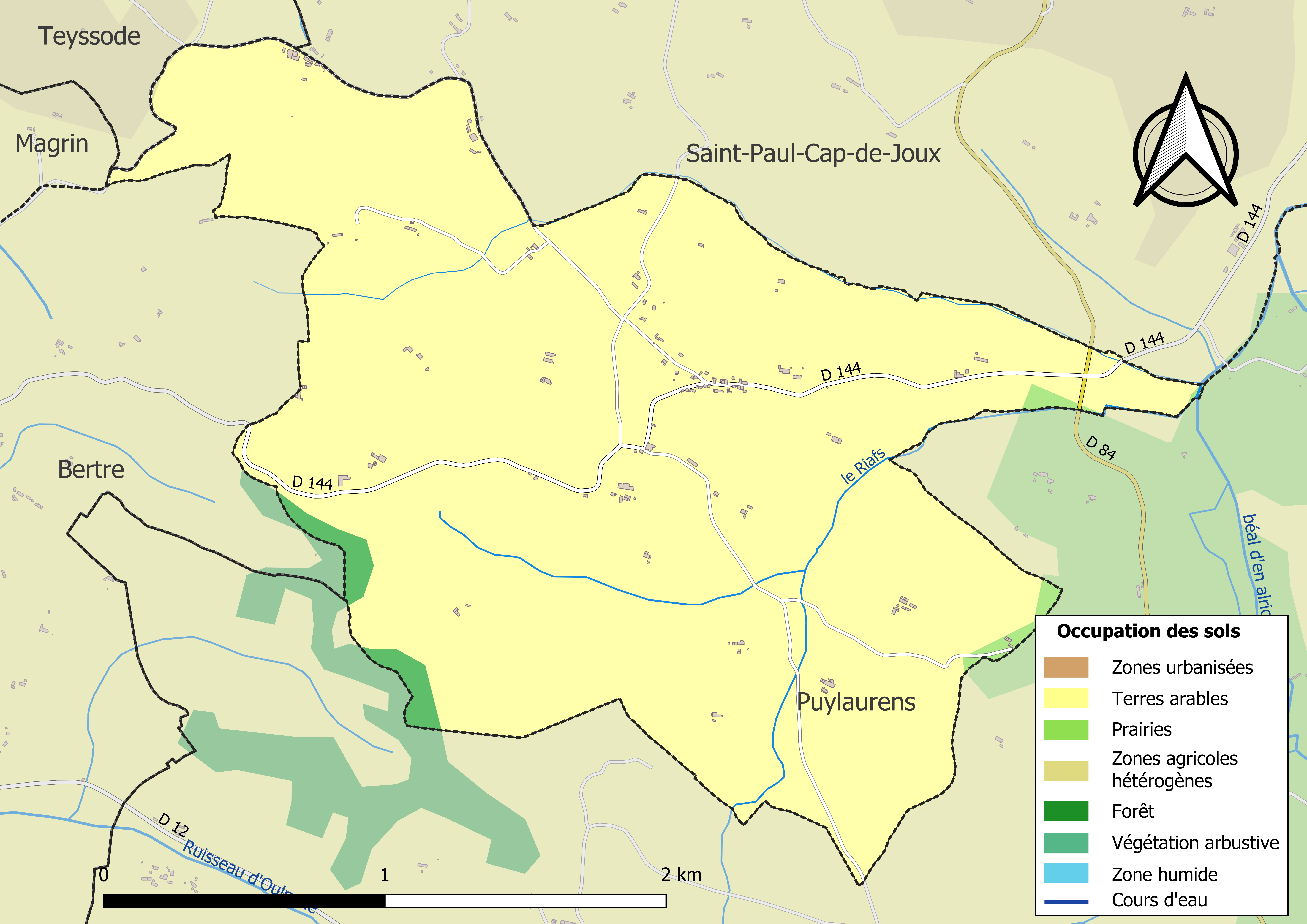
Kaart van de gemeente met de belangrijkste infrastructuur, bodemgebruik en omliggende gemeenten

## Demografie
Onderstaande figuur toont het verloop van het inwonertal (bron: INSEE-tellingen).